# 1157 هـ
1157 هـ هي سنة في التقويم الهجري امتدت مقابلةً في التقويم الميلادي بين سنتي 1744 و1745.

## أحداث
- قيام الدولة السعودية الأولى إثر اتفاق الدرعية بين محمد بن عبد الوهاب ومحمد بن سعود.

## وفيات
- حسن عبد الباقي الموصلي